# Haschbach am Remigiusberg
Haschbach am Remigiusberg är en kommun och ort i Rheinland-Pfalz i Tyskland med cirka 700 invånare. Kommunen ligger vid foten av Remigiusberg, strax öster om floden Glan. Närmaste storstad är Kaiserslautern, omkring två mil sydost om Haschbach.
Kommunen ingår i kommunalförbundet Verbandsgemeinde Kusel-Altenglan tillsammans med ytterligare 33 kommuner.
I prostekyrkan finns kvarlevorna begravda av en svensk prinsessa, Gustav Vasas dotter Anna (1545-1610) som var gift pfalzgrevinna av Veldenz.